# Aspidophorodon longituberculatum
Aspidophorodon longituberculatum (лат.) — вид тлей рода Aspidophorodon из подсемейства Aphidinae. Эндемики Китая.

## Описание
Мелкие насекомые, длина 2,1 мм. Бескрылые формы аптерии неизвестны, крылатые имеют чёрную голову и грудь и беловатое брюшко с темным пятном в центре. На растениях рода Горец (Polygonum sp.) в Китае. Вид был впервые описан в 1992 году по типовым материалам из Китая под названием Margituberculatus longituberculatum в отдельном роде Margituberculatus и затем перенесен в Eoessigia. Голова с тремя отростками на лбу; дорзум тела разнообразно украшен морщинками, неправильной полигональной сетчатостью, овальными или полукруглыми скульптурными линиями, мелкими сосочковидными бугорками; трубочки длинные и ложковидные, широкие в основании, слегка вздутые дистально, без фланца.